# Drosica abjectella
Drosica abjectella är en fjärilsart som beskrevs av Walker 1863. Drosica abjectella ingår i släktet Drosica och familjen äkta malar. Inga underarter finns listade i Catalogue of Life.